# 利東一
利東一（英語：Lei Tung I，代號D04）曾是香港南區區議會下轄的選區，1994年設立，議席自2021年起懸空至2023年取消，懸空前的區議員為民主黨成員陳欣兒。

## 範圍
選區位於鴨脷洲中部，現時選區包括利東邨部分樓宇（東逸樓及東平樓）、漁安苑及私人屋苑「南灣」，還包括南面的無人島鴨脷排。與其相鄰的選區有鴨脷洲北、利東二和海怡東，投票站設於聖伯多祿天主教小學。

## 沿革
1991年區議會選舉，利東邨、漁安苑組成一個名為利東的雙議席選區，當時由民協黃敬祥、獨立人士朱俊賢、公民協會高錦祥及香港民主促進會葉松年角逐，結由黃朱二人以2,890及2,334當選，高葉二人得票2,069及1,088。
1993年港督彭定康推行政改方案改革區議會，取消所有委任議席及雙議席選區制度，全面實行單議席單票制，並改由選區分界及選舉事務委員會制定，區議會選區數目亦隨人口變動而大幅增加，而利東邨依一二邨範圍被劃為利東一及利東二兩個選區。因應漁安苑劃入鴨脷洲北選區，時任鴨脷洲選區的市政局議員黃敬祥由利東區轉戰鴨脷洲北。
1994年區議會選舉，此區共四名人士競逐，分別有獨立人士朱俊賢、民主黨成員謝志興、獨立人士陳秀雲、自由黨成員鍾志洪。最終朱俊賢以1,325票擊敗，謝志興（684票）、陳秀雲（351票）及鍾志洪（160票）當選。
1999年、2003年的區議會選舉，朱俊賢均自動當選，同時亦以晉代替原本的俊字。朱2004年香港立法會選舉時支持范徐麗泰、屬區內街坊派代表。2007年區議會選舉，深灣軒劃入本區，一直自動當選的獨立人士朱晉賢，受到漁農界選委、香港漁民團體聯會主席張少強挑戰，最終朱晉賢以1,117票不敵張少強的1,535票當選。
2011年區議會選舉，原屬該區深灣軒改為撥入鴨脷洲北、利東邨東昇樓則被劃入利東二。當時人口估算約15 054人，其中有10,049位選民，議席由時任區議員暨香港漁民團體聯會主席張少強、民主黨成員區諾軒及人民力量／普羅政治學苑成員陳封華爭奪，最終區諾軒以2,149票擊敗張少強的2,029票、陳封華的129票勝出。連同羅健熙勝出利東二席位，區羅二人被稱為利東孖寶，更與南區區議會華富北區議員柴文瀚，因同為民主黨活躍人物而稱為區羅柴集團。
2015年區議會選舉區諾軒競逐連任，另外兩位候選人分別是民建聯李嘉盈及熱血公民黃潤基。民建聯自區羅二人當選區議員後，便在其區議員辦事處旁設立辦事處，並派出重點栽培的女候選人李嘉盈出戰，投放相當資源，同時實行兩人（李嘉盈、彭兆基）分別出選利東一二選區，亦稱為利東孖寶。務求要使他和鄰區的拍檔羅健熙一同落選；另一邊廂熱血公民「首領」黃洋達因為在公開大學論壇曾被區質疑蝗蟲論，曾揚言「一定會搞X區諾軒」，一年之間派出成員在利東商場門口派發熱血時報。然而區選期間正值港中足球大戰，在香港對卡塔爾的球賽中，區諾軒被網民指出極似時任港隊教練金判坤，而金的鐵血任教手法，與區諾軒不斷落區的形象相影成趣，使區內街坊逐漸改口稱他「金教練」，最終區諾軒以3,068票，擊敗1,810票的李嘉盈及177票的黃潤基，得票為南區之冠。
2017年10月區諾軒對外宣佈，因應社運形勢退出民主黨，亦會順守承諾不再參選區議會。其後2018年區氏得到泛民主派支持代替被取消資格的香港眾志周庭出選港島區2018年3月立法會補選，當選立法會議員。當選後區諾軒表明會利用立法會有關資源支持社區工作，其中香港眾志相關人員亦轉到南區其他選區工作，區氏亦有支援港島區其餘服務社區的素人。
2019年區議會選舉利東邨東安樓由利東一劃入利東二。區諾軒放棄連任，改由其助理民主黨員陳欣兒出戰，建制派方面則派出民建聯的吳啟新挑戰。結果陳取得3,827票，得票率為62.9%，以1,569票之差距，大比數擊敗得票率僅得37.1％的吳氏，成功從區諾軒手中接捧。2021年7月9日，因應政府計劃追討協助民主派初選區議員的酬金津貼傳聞所帶動的區議員辭職潮中，陳欣兒跟隨其他南區民主黨區議員辭職。
議席藉此一直懸空至2023年選舉改革被撤銷，與鴨脷洲邨、鴨脷洲北、利東二、海怡東、海怡西、黃竹坑、海灣和赤柱及石澳選區合併為南區東南選區。

## 歷屆議員
| 屆別                  | 議員                  | 政治聯繫       | 政治聯繫       | 議員           | 政治聯繫 | 政治聯繫                   |
| --------------------- | --------------------- | -------------- | -------------- | -------------- | -------- | -------------------------- |
| 1991年－1994年        | 朱俊賢 （又名朱晉賢） |                | 無黨籍         | 黃敬祥         |          | 民協                       |
| 1994年－1999年        | 朱俊賢 （又名朱晉賢） | 定為單議席選區 | 定為單議席選區 | 定為單議席選區 |          |                            |
| 2000年－2003年        | 朱俊賢 （又名朱晉賢） | 定為單議席選區 | 定為單議席選區 | 定為單議席選區 |          |                            |
| 2004年－2007年        | 朱俊賢 （又名朱晉賢） | 定為單議席選區 | 定為單議席選區 | 定為單議席選區 |          |                            |
| 2008年－2011年        | 張少強                | 定為單議席選區 | 定為單議席選區 | 定為單議席選區 |          | 港島聯 公屋聯會            |
| 2012年－2015年        | 區諾軒                | 定為單議席選區 | 定為單議席選區 | 定為單議席選區 |          | 民主黨                     |
| 2016年－2019年        | 區諾軒                | 定為單議席選區 | 定為單議席選區 | 定為單議席選區 |          | 民主黨 → 無黨籍 → 議會陣線 |
| 2020年－2021年7月9日  | 陳欣兒                | 定為單議席選區 | 定為單議席選區 | 定為單議席選區 |          | 民主黨                     |
| 2021年7月10日－2023年 | 懸空                  | 懸空           | 懸空           | 定為單議席選區 |          |                            |

## 歷屆選舉結果
| 政党   | 政党   | 候选人    | 票数  | %     | ±      |
| ------ | ------ | --------- | ----- | ----- | ------ |
|        | 民建聯 | 1. 吳啓新 | 2,258 | 37.11 | +1.30  |
|        | 民主黨 | 2. 陳欣兒 | 3,827 | 62.89 | 不適用 |
| 多数票 | 多数票 | 多数票    | 1,569 | 25.78 | 不適用 |

| 政党   | 政党     | 候选人    | 票数  | %     | ±      |
| ------ | -------- | --------- | ----- | ----- | ------ |
|        | 熱血公民 | 1. 黃潤基 | 177   | 3.50  | 不適用 |
|        | 民建聯   | 2. 李嘉盈 | 1,810 | 35.81 | 不適用 |
|        | 民主黨   | 3. 區諾軒 | 3,068 | 60.69 | ▲10.81 |
| 多数票 | 多数票   | 多数票    | 1,258 | 24.89 | +22.13 |

| 政党   | 政党                      | 候选人    | 票数  | %     | ±      |
| ------ | ------------------------- | --------- | ----- | ----- | ------ |
|        | 民主黨                    | 1. 區諾軒 | 2,148 | 49.88 | 不適用 |
|        | 人民力量/ 普羅政治學苑    | 2. 陳封華 | 129   | 3.00  | 不適用 |
|        | 香港島各界聯合會/公屋聯會 | 3. 張少強 | 2,029 | 47.12 | ▼10.76 |
| 多数票 | 多数票                    | 多数票    | 119   | 2.76  | -13.00 |

| 政党   | 政党                      | 候选人    | 票数  | %     | ±      |
| ------ | ------------------------- | --------- | ----- | ----- | ------ |
|        | 無黨派                    | 1. 朱晉賢 | 1,117 | 42.12 | 不適用 |
|        | 香港島各界聯合會/公屋聯會 | 2. 張少強 | 1,535 | 57.88 | 不適用 |
| 多数票 | 多数票                    | 多数票    | 418‬   | 15.76 | 不適用 |

| 政党   | 政党   | 候选人 | 票数     | %      | ±      |
| ------ | ------ | ------ | -------- | ------ | ------ |
|        | 獨立   | 朱晉賢 | 自動當選 | 不適用 | 不適用 |
| 多数票 | 多数票 | 多数票 | 不適用   | 不適用 | 不適用 |

| 政党   | 政党   | 候选人 | 票数     | %      | ±      |
| ------ | ------ | ------ | -------- | ------ | ------ |
|        | 獨立   | 朱俊賢 | 自動當選 | 不適用 | 不適用 |
| 多数票 | 多数票 | 多数票 | 不適用   | 不適用 | 不適用 |

| 政党   | 政党        | 候选人 | 票数  | %     | ±      |
| ------ | ----------- | ------ | ----- | ----- | ------ |
|        | 獨立        | 朱俊賢 | 1,325 | 52.58 | 新選區 |
|        | 港同盟/匯點 | 謝志興 | 684   | 27.14 | 新選區 |
|        | 獨立        | 陳秀雲 | 351   | 13.93 | 新選區 |
|        | 自由黨      | 鍾志洪 | 160   | 6.35  | 新選區 |
| 多数票 | 多数票      | 多数票 | 641   | 25.44 | 新選區 |

| 政党   | 政党     | 候选人 | 票数  | %     | ±      |
| ------ | -------- | ------ | ----- | ----- | ------ |
|        | 民協     | 黃敬祥 | 2,890 | 34.48 | 新選區 |
|        | 獨立     | 朱俊賢 | 2,334 | 27.85 | 新選區 |
|        | 公民協會 | 高錦祥 | 2,069 | 24.69 | 新選區 |
|        | 民主會   | 葉松年 | 1,088 | 12.98 | 新選區 |
| 多数票 | 多数票   | 多数票 | 265   | 3.16  | 新選區 |